# Sholpan Kaliyeva
Sholpan Seydullayevna Kaliyeva (kazakh Шолпан Сейдуллаевна Калиева), née le 5 juillet 1980 à Almaty, est une judokate kazakhe.

## Palmarès international en judo
| Jeux asiatiques     | Jeux asiatiques | Jeux asiatiques |
| Année               | Médaille        | Catégorie       |
| ------------------- | --------------- | --------------- |
| 2002                | bronze          | –52 kg          |
| Championnats d'Asie |                 |                 |
| Année               | Médaille        | Catégorie       |
| 2001                | bronze          | –52 kg          |
| 2008                | bronze          | –52 kg          |